# Bonifacio Abdon
Bonifacio Abdon (Manilla, 14 mei 1876 – 23 april 1944) was een Filipijns componist, dirigent en vioolleraar. Hij wordt wel de "vader van de moderne Kundiman" genoemd.

## Biografie
Bonifacio Abdon werd geboren op 14 mei 1876 in Santa Cruz, een district in de Filipijnse hoofdstad Manilla. Hij was het eerste kind van twee van timmerman en goudsmid Gregorio Abdon en zijn eerste vrouw Juliana. Zijn moeder overleed toen hij zeven jaar oud was, waarna zijn vader hertrouwde. Al in zijn vroege jeugd toonde Adbon veel interesse in muziek. Hij spaarde voor een angel fife, een blokfluit die bespeelt wordt als een dwarsfluit en was vaak te vinden bij muziekgroepen op fiestas. Omdat zijn vader hier tegen was, besloot hij uiteindelijk weg te lopen en woonde daarna bij zijn grootvader Juan Abdon in Pandakan, district in Manilla dat in die tijd bekend stond door de vele kunstenaars en muzikanten die er woonden. Hij werd er onderwezen in de notenleer door de blinde Mundong Bulag. Nadien studeerde Abdon enige tijd aan de Ateneo de Manila. Hij speelde in die tijd Tiple in het koor van de school. Toen Adbon 13 jaar oude was leerde hij viool spelen onder leiding van Ladislao Bonus. Veel later leerde Bonus hem ook componeren.
Adbon componeerde veel zarzuela's in het Tagalog. De meeste bekende waren Anak nd Dagat, Ang Masamang Kaugalian, Delingkente en Declaracion de Amor. Hij schreef ook muziek voor de toneelstukken van zijn zwanger Patricio Mariano, die in het begin van de 20e eeuw te zien waren in de theaters van de Filipijnse hoofdstad Manilla en hij schreef de muziek voor de toneelstukken La Rosa (1908), La Boda Maldita (1908), Manila Cinematografica (1908) en Crimen sobre Crimen (1909) van Aurelio Tolentino. Ook schreef Adbon veel kundimans, een muziekgenre met Filipijnse liefdesliedjes. 
Abdon overleed in 1944 op 67-jarige leeftijd. Hij was getrouwd met Felisa Mariano en kreeg met haar vijf kinderen. Abdon werd begraven op Manila North Cemetery.